# Xyrichtys wellingtoni
Xyrichtys wellingtoni es una especie de peces de la familia Labridae en el orden de los Perciformes.

## Morfología
- Los machos pueden llegar alcanzar los 7,2 cm de longitud total.[1]

## Distribución geográfica
Se encuentra en la isla de Clipperton.